# NGC 4184
NGC 4184 é um aglomerado aberto na direção da constelação de Crux. O objeto foi descoberto pelo astrônomo John Herschel em 1837, usando um telescópio refletor com abertura de 18,6 polegadas. 